# Маклафлин-Леврон, Сидни
Сидни Мишель Маклафлин-Леврон (англ. Sydney Michelle McLaughlin-Levrone; род. 7 августа 1999 года) — американская легкоатлетка, выступающая в гладком и барьерном беге на 400 метров. Четырёхкратная олимпийская чемпионка, трёхкратная чемпионка мира. Рекордсменка мира в беге на 400 метров с барьерами. Единственная в истории бегунья, дважды выигравшая бег на 400 метров с барьерами на Олимпийских играх.

## Биография

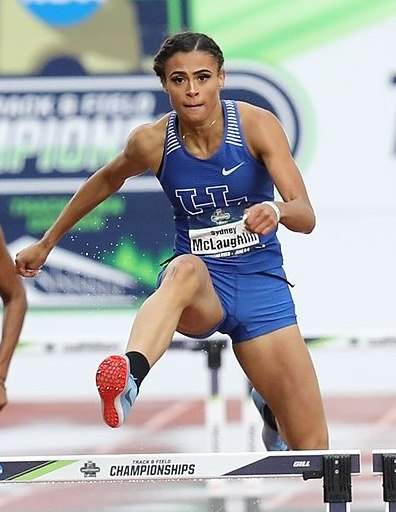
2018 год

Чемпионка мира среди юниоров в беге на 400 метров с барьерами (2015). Многократная рекордсменка мира среди юниоров в беге на 400 метров с барьерами.
На Олимпийских играх 2016 года участвовала в беге на 400 метров с барьерами и остановилась на полуфинальной стадии.
Чемпионка мира в эстафете 4×400 метров (2019). Серебряный призёр чемпионата мира в беге на 400 метров с барьерами (2019).
Победительница олимпийских отборочных соревнований США (2021), на которых установила новый мировой рекорд в беге на 400 метров с барьерами — 51,90.
На Олимпийских играх 2020 года Маклафлин выиграла золото на дистанции 400 метров с барьерами. В финале 4 августа Маклафлин установила мировой рекорд (51,46), превысив своё же достижение на 0.44 сек. Занявшая второе место олимпийская чемпионка 2016 года Далайла Мухаммад также пробежала в финале быстрее прежнего мирового рекорда (51,58). 7 августа, в свой день рождения, Маклафлин выиграла своё второе олимпийское золото: она бежала на первом этапе победной эстафеты 4×400 метров.
На чемпионате США по легкой атлетике 2022 года, Юджин (штат Орегон), Сидни Маклафлин пробежала 400 метров с барьерами за 51,41 сек, установив новый мировой рекорд.
На чемпионате мира 2022 года там же в Юджине 22 июля выиграла золото на дистанции 400 метров с барьерами и установила очередной мировой рекорд в финале — 50,68 сек. 24 июля Маклафлин бежала на последнем этапе эстафеты 4×400 метров и помогла американкам выиграть золото с лучшим результатом сезона в мире (3:17.79). Бегуньи с Ямайки отстали от американок почти на три секунды.